# 克林頓鎮 (羅克縣 威斯康辛州)
克林頓鎮是位於美國威斯康辛州羅克縣的一個鎮。